# Еп (Меза)
Еп (фр. Heippes) насеље је и општина у североисточној Француској у региону Лорена, у департману Меза која припада префектури Верден.
По подацима из 2011. године у општини је живело 72 становника, а густина насељености је износила 6,87 становника/km². Општина се простире на површини од 10,48 km². Налази се на средњој надморској висини од 298 метара (максималној 347 m, а минималној 265 m).

## Демографија
| 1962. | 1968. | 1975. | 1982. | 1990. | 2011. |
| ----- | ----- | ----- | ----- | ----- | ----- |
| 146   | 138   | 118   | 109   | 86    | 72    |

График промене броја становника у току последњих година